# Észak-Korea az 1998. évi téli olimpiai játékokon
Észak-Korea a japán Naganóban megrendezett 1998. évi téli olimpiai játékok egyik részt vevő nemzete volt. Az országot az olimpián 2 sportágban 8 sportoló képviselte, akik érmet nem szereztek.

## Gyorskorcsolya
Női
| Versenyző    | Versenyszám | 1. futam | 1. futam | 2. futam | 2. futam | Eredmény | Helyezés |
| Versenyző    | Versenyszám | Idő      | Hely.    | Idő      | Hely.    | Eredmény | Helyezés |
| ------------ | ----------- | -------- | -------- | -------- | -------- | -------- | -------- |
| Kim Ljonghje | 500 m       | 42,17    | 35.      | 41,57    | 36.      | 83,74    | 35.      |
| Kim Ljonghje | 1000 m      |          |          |          |          | 1:23,88  | 37.      |
| Kim Okhi     | 1000 m      |          |          |          |          | 1:23,37  | 36.      |

## Rövidpályás gyorskorcsolya
Férfi
| Versenyző    | Versenyszám | Előfutam | Előfutam | Negyeddöntő | Negyeddöntő | Elődöntő | Elődöntő | B döntő | B döntő | Döntő   | Döntő   | Helyezés |
| Versenyző    | Versenyszám | Idő      | Hely.    | Idő         | Hely.       | Idő      | Hely.    | Idő     | Hely.   | Idő     | Hely.   | Helyezés |
| ------------ | ----------- | -------- | -------- | ----------- | ----------- | -------- | -------- | ------- | ------- | ------- | ------- | -------- |
| Han Sang-Guk | 500 m       | 44,206   | 4.       | kiesett     | kiesett     | kiesett  | kiesett  | kiesett | kiesett | kiesett | kiesett | 26.      |
| Han Sang-Guk | 1000 m      | 1:34,220 | 3.       | kiesett     | kiesett     | kiesett  | kiesett  | kiesett | kiesett | kiesett | kiesett | 23.      |
| Jon Cshol    | 500 m       | 45,014   | 4.       | kiesett     | kiesett     | kiesett  | kiesett  | kiesett | kiesett | kiesett | kiesett | 27.      |
| Jon Cshol    | 1000 m      | 1:33,133 | 4.       | kiesett     | kiesett     | kiesett  | kiesett  | kiesett | kiesett | kiesett | kiesett | 26.      |

Női
| Versenyző                                           | Versenyszám  | Előfutam      | Előfutam      | Negyeddöntő | Negyeddöntő | Elődöntő | Elődöntő | B döntő  | B döntő | Döntő   | Döntő   | Helyezés |
| Versenyző                                           | Versenyszám  | Idő           | Hely.         | Idő         | Hely.       | Idő      | Hely.    | Idő      | Hely.   | Idő     | Hely.   | Helyezés |
| --------------------------------------------------- | ------------ | ------------- | ------------- | ----------- | ----------- | -------- | -------- | -------- | ------- | ------- | ------- | -------- |
| Jong Ok-Myong                                       | 500 m        | 46,835        | 2.            | kizárták    | kizárták    | kiesett  | kiesett  | kiesett  | kiesett | kiesett | kiesett | 16.      |
| Jong Ok-Myong                                       | 1000 m       | kizárták      | kizárták      | kiesett     | kiesett     | kiesett  | kiesett  | kiesett  | kiesett | kiesett | kiesett | kiesett  |
| Han Ryon-Hui                                        | 500 m        | nem ért célba | nem ért célba | kiesett     | kiesett     | kiesett  | kiesett  | kiesett  | kiesett | kiesett | kiesett | kiesett  |
| Han Ryon-Hui                                        | 1000 m       | 1:34,493      | 2.            | 1:34,405    | 4.          | kiesett  | kiesett  | kiesett  | kiesett | kiesett | kiesett | 13.      |
| Ho Jong-Hae                                         | 1000 m       | 1:44,256      | 2.            | 1:38,546    | 4.          | kiesett  | kiesett  | kiesett  | kiesett | kiesett | kiesett | 17.      |
| Hvang Okszil                                        | 500 m        | 46,987        | 3.            | kiesett     | kiesett     | kiesett  | kiesett  | kiesett  | kiesett | kiesett | kiesett | 22.      |
| Jong Ok-Myong Ho Jong-Hae Hvang Okszil Han Ryon-Hui | 3000 m váltó |               |               |             |             | 4:25,126 | 3.       | 4:27,030 | 3.      |         |         | 7.       |